# Leon Jackson
Leon Jackson (ur. 30 grudnia 1988 w Whitburn) – brytyjski piosenkarz.
Zwycięzca czwartej edycji programu The X Factor.

## Życiorys
Urodził się w Whitburn w Szkocji. Jego idolem jest Michael Bublé. Przed osiągnięciem sukcesu w The X Factor planował studia na Napier University.
15 grudnia 2007 został ogłoszony zwycięzcą czwartej edycji programu The X Factor. W nagrodę otrzymał wart 1 milion funtów kontrakt z wytwórnią Syco Music/Sony BMG. W finale zaśpiewał razem z Kylie Minogue piosenkę "Better the Devil You Know".
W październiku 2008 wydał debiutancki album studyjny pt. Right Now, który zadebiutował na 4. miejscu zestawienia UK Top 40 Albums Chart. Również dwa jego single znajdowały się w czołówce list przebojów na Wyspach Brytyjskich.

## Dyskografia
Albumy
- Right Now (2008)

Single
- "When You Believe" (2007)
- "Don't Call This Love" (2008)
- "Creative" (2009)